# Bauernhaus Lintig

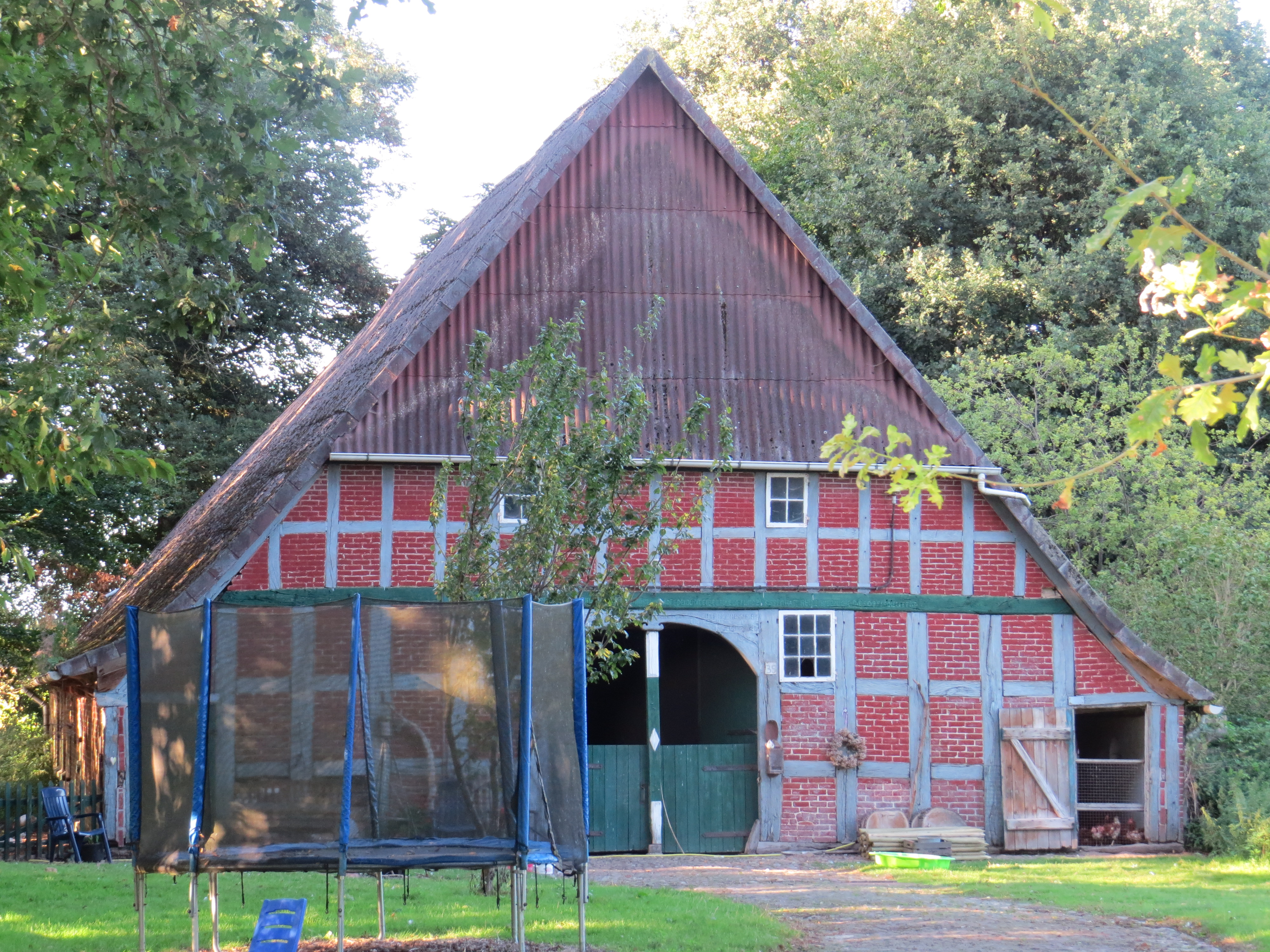
Bauernhaus Lintig

Das Bauernhaus Lintig in Lintig, Lintiger Straße 39, steht in Niedersachsen und stammt vom Anfang des 19. Jahrhunderts.
Das Gebäude steht unter Denkmalschutz (siehe auch Liste der Baudenkmale in Geestland).

## Geschichte
Lintig ist ein bäuerliches Dorf mit im Kern um die 600 Einwohner. Der Ort ist heute ein Ortsteil der Stadt Geestland, nordöstlich von Bremerhaven.
Das eingeschossige giebelständige Wohn- und Wirtschaftsgebäude ist ein niedersächsisches Hallenhaus von 1806 (Inschrift) in Fachwerk und Unterrähmkonstruktion mit Steinausfachungen, sowie Satteldach mit der regionaltypischen Verbretterung im oberen Giebeldreieck; vermutlich ein Zweiständerhaus. Typisch ist das Groote Door mit Korbbogen zur Diele und zu den Ställen.